# Паламед
Паламед (грч. Παλαμήδης) је био митски проналазач ком се приписује проналазак писма, бројева, астрономије и писаних закона. Понекад му се приписују заслуге на пољу винарства.
Агамемнон је послао Паламеда на Итаку да доведе Одисеја, који се обавезао да ће бранити част Јелене Тројанске и Менелаја. Парис је киднаповао Јелену, али Одисеј није желео да испуни своје обећање. Претварао се да је луд и сејао је поља сољу. Паламед је схватио шта се дешава и ставио је Телемаха, Одисејевог сина, испред рала. Одисеј је престао са радом и показао да није луд. Одисеј никада није опростио Паламеду што га је послао у Тројански рат. Када је Паламед посаветовао Грке да се врате кућама, Одисеј је оптужио Паламеда да је издајица и подметнуо лажно писмо и нашао лажне сведоке да сведоче против Паламеда. Паламед је каменован до смрти.